# Bóc vỏ (chiến thuật tấn công)
Đánh bóc vỏ, Chiến thuật Bóc vỏ (hay Bóc bì chiến thuật) là chiến thuật tấn công hiệp đồng binh chủng được sử dụng trong nhiều cuộc chiến tranh. Trong Quân đội Nhân dân Việt Nam, chiến thuật còn được gọi là Bao vây đánh lấn hay Vây, lấn, tấn, diệt, thuật ngữ hình thành trong thời kỳ Chiến tranh Đông Dương.

## Mô tả chiến thuật
Đây là chiến thuật tác chiến hiệp đồng binh chủng của pháo binh, bộ binh,...và là chiến thuật phối hợp của nhiều chiến thuật quân sự khác nhau. Việc tấn công tiến hành từng bước nhằm làm suy yếu dần hệ thống phòng thủ đối phương trước khi tổng tập trung lực lượng tiêu diệt toàn bộ quân của họ.
Một đạo quân sẽ tấn công một cụm cứ điểm hoặc một tập đoàn cứ điểm quân sự bằng việc bao vây, tiến hành tấn công trọng điểm trên hệ thống phòng thủ của đối phương, từng mảng phòng thủ một ("bóc vỏ") theo lối đánh tấn công từng phần, trình tự tấn công sẽ là các đợt pháo kích của pháo binh thật dữ dội vào công sự đối phương, tiếp theo sau đó là các đợt tấn công xung phong của lực lượng bộ binh.
Chiến thuật này đánh từ ngoài vào trong từng bước một cách từ từ, phá vỡ từng tuyến phòng thủ hoặc từng cụm cứ điểm phòng thủ, sau đó tổ chức tấn công đồng loạt toàn bộ tập đoàn cứ điểm khi hầu hết bộ phận phòng thủ phía ngoài đã bị loại bỏ. Tấn công kết hợp cùng lúc vây hãm cắt tất cả nguồn tiếp tế hậu cần quân sự từ bên ngoài vào. Khi thời điểm được xem là quyết định đến, người chỉ huy sẽ lệnh cho quân đội tổng tấn công vào trung tâm chỉ huy cuối cùng của đối phương.

## Một số trận đánh
Các chiến sự, trận đánh lớn sử dụng chiến thuật bóc vỏ:
- Mặt trận Rzhev-Sychyovka-Vyazma, năm 1942.
- Chiến dịch Mozdok-Stavropol, năm 1943.
- Chiến dịch tấn công Rzhev-Vyazma, năm 1943.
- Chiến dịch tấn công Bryansk, năm 1943.
- Chiến dịch Điện Biên Phủ, năm 1954.[2]
- Trận Khâm Đức, năm 1968.
- Chiến dịch Đường 9 - Khe Sanh, năm 1968.[4]

## Bóc vỏ trên không
Đánh bóc vỏ không chỉ sử dụng cho tác chiến trên bộ mà còn được sử dụng trong tác chiến trên không, thuật ngữ trích dẫn từ quyển 40 năm nhớ lại trận "Hà Nội-Điện Biên Phủ trên không" của tác giả Nguyễn Duy Hùng, viết về trận Điện Biên Phủ trên không năm 1972:
"...Lực lượng không quân địch bị không quân ta đánh "bóc vỏ", đánh tiêu hao, làm cho đội hình phá vỡ phân tán...";
"...không quân ta đã đánh "bóc vỏ" máy bay tiêm kích địch làm giảm nhẹ nền nhiễu của B.52..."